# Redentore benedicente (Carlo Crivelli)
Il Redentore benedicente è un dipinto a tempera e oro su tavola (30,3x21,6 cm) di Carlo Crivelli, databile al 1471 circa e conservato nel Clark Art Institute di Williamstown, Massachusetts. Si tratta della parte centrale della predella dello smembrato Polittico di Montefiore dell'Aso. 

## Storia
Il polittico, già nella chiesa di San Francesco a Montefiore dell'Aso, venne smembrato nell'Ottocento e, ad eccezione degli scomparti rimasti a Montefiore (il cosiddetto Trittico di Montefiore), passò per l'antiquario romano Vallati nel 1858, prendendo poi varie strade. Il Redentore finì in Inghilterra, dove passò per le collezioni di G. Cornwall Leigh (Knutsford, Cheshire) e M. Knoedler & Co., prima di approdare, nel 1925, al museo statunitense. 

## Descrizione e stile
Di impianto tradizionale, la figura di Cristo è rappresentata frontale a mezza figura, con la destra benedicente e la sinistra che regge il globo. Lo sguardo, invece di posizionarsi sullo spettatore, diverge leggermente a sinistra. La resa grafica di alcuni dettagli, con un uso accentuato delle ombre, rimanda all'influenza padovana di Donatello, Mantegna e gli altri squarcioneschi, riscontrabile peraltro in altri pannelli del polittico. 